# رتة
الرُّتَّة أو عُسْر التلفظ  أو اللُّكْنَة أو عسر الكلام (بالإنجليزية: Dysarthria)‏ هو اضطراب كلام حركي ناتج عن إصابات عصبية في المكونات الحركية في جهاز الكلام الحركي ويتميز بصعوبة تلفظ الصويتات. هذه الحالة تصيب العضلات التي تساعد في تكوين الكلام، مما يصعب عملية تلفظ الكلمات. وهذه الحالة ليس لها علاقة بأي مشكلة تتعلق بفهم اللغة الإدراكية. أي مكون لمنظومة الكلام والتي تشمل التنفس والتصويت والرنين واللحن وصفات الحروف من الممكن أن يتأثر، مما يؤدي إلى خلل في وضوح ومسموعية وبداهة وجودة التواصل المحكي.
قد تؤدي الإصابة العصبية الناجمة عن تلف في الجهازين العصبيين المركزي أو المحيطي إلى ضعف الجهاز الكلامي الحركي أو شلله أو نقص التنسيق فيه، ما يسبب الرتة. تعيق هذه التأثيرات بدورها القدرة على التحكم في اللسان، أو الحلق، أو الشفتين أو الرئتين؛ على سبيل المثال، غالبًا ما تظهر مشاكل البلع (عسر البلع) لدى الأشخاص المصابين بالرتة. تشمل الأعصاب القحفية المسؤولة عن التحكم في العضلات المساهمة في تطور الرتة كلًا من الفرع الحركي للعصب ثلاثي التوائم (V)، والعصب الوجهي (VII)، والعصب البلعومي اللساني (IX)، والعصب المبهم (X) والعصب تحت اللسان (XII) XII.
لا تشمل الرتة اضطرابات الكلام الناتجة عن الشذوذات البنيوية، مثل الحنك المشقوق، ولا يجب الخلط بينها وبين تعذر الأداء النطقي، الذي يشير إلى المشاكل في جانبي التخطيط والبرمجة من الجهاز الكلامي الحركي. قد يشير مصطلح «التلفظ articulation» إلى «الكلام» أو «حركة المفصل»، بالمثل، تُستخدم صيغة التركيب arthr- على نفس الوتيرة، مثل مصطلحات «الرتة dysarthria»، و«التشوه المفصلي/ الرتة dysarthrosis» و«الاعتلال المفصلي arthropathy»؛ يُستخدم مصلح «الرتة dysarthria» بشكل حصري لوصف مشاكل الكلام ومن غير الشائع استخدامه للإشارة إلى الاعتلال المفصلي، بينما من الممكن استخدام مصطلح «dysarthrosis» للإشارة إلى الحالتين، لكنه عادةً ما يشير إلى اعتلال المفاصل.

## العلاج
يتولى علماء أمراض النطق واللغة مهمة علاج مشاكل التلفظ الناجمة عن الرتة باستخدام مختلف التقنيات. تعتمد التقنيات المستخدمة على مدى تأثير الرتة في أعضاء النطق. تستهدف العلاجات التقليدية تصحيح أوجه العجز في معدل (التلفظ)، والتصاوت (النبرة المناسبة، المتأثرة على سبيل المثال بتعذر الأداء النطقي، وتلف الدماغ في نصف الكرة الأيمن وما إلى ذلك)، والشدة (ارتفاع الصوت، المتأثر على سبيل المثال بالرتة ناقصة الحراك كما هو الحال في مرض باركنسون)، والرنين (القدرة على تغيير مجرى الصوت ومساحات الرنين للحصول على أصوات الكلام الصحيحة) والنطق (التحكم في الطيات الصوتية للحصول على جودة الصوت المناسبة والتحكم في مجرى الهواء). تشمل هذه العلاجات عادةً التمارين الهادفة لزيادة قوة العضلات المسؤولة عن التلفظ والتحكم فيها (التي قد تكون رخوة وضعيفة، أو مشدودة للغاية ومن الصعب تحريكها)، إلى جانب استخدام تقنيات الكلام البديلة من أجل زيادة مفهومية المتكلم (مدى جودة فهم الآخرين لكلام شخص ما). يوجد عدد من المهارات التي من المهم تعلمها بمساعدة علماء أمراض النطق واللغة؛ تقنيات المضغ والبلع الآمنة، وتجنب المحادثات عند الشعور بالتعب، وتكرار الكلمات والمقاطع اللفظية مرارًا وتكرارًا حتى الوصول إلى حركات الفم الصحيحة وتقنيات التعامل مع الإحباط المرافق للتكلم. وفقًا لشدة الرتة، يوجد احتمال آخر مشتمل على تعلم كيفية استخدام الكومبيوتر أو بطاقات التذكير من أجل التواصل بشكل أكثر فعالية.
قد تزيد التقنيات الأحدث المعتمدة على مبادئ التعلم الحركي (بّي إم إل)، مثل العلاج الصوتي «إل إس في تي» (علاج لي سيلفرمان الصوتي)، الوظيفة الصوتية والكلامية في «بّي دي». بالنسبة لمرضى باركنسون، يهدف العلاج إلى استعادة المهارات الكلامية عبر بناء برامج حركية معممة جديدة، إلى جانب إيلاء أهمية كبيرة للممارسة المنتظمة، من خلال دعم الأقران / الشريك والإدارة الذاتية. تشكل الممارسة المنتظمة وتحديد الأوقات الزمنية المناسبة المسألة الرئيسية في علاجات «بّي إم إل»، إذ من شأنها تحديد احتمالية تعميم المهارات الحركية الجديدة، بالتالي مدى فعالية العلاج.
تشمل أجهزة التواصل البديل والمعزز (إيه إيه سي) التي تسهل التعامل مع الرتة كلًا من التصنيع الكلامي والهواتف النصية. تمكّن هذه الأجهزة الأشخاص الذين يتعذر فهم كلامهم، أو المصابين بالمراحل الأخيرة من الأمراض المترقية، من الاستمرار في التواصل مع الآخرين دون الحاجة إلى كلام مفهوم تمامًا.